# Villa Jacobsen, Storängen

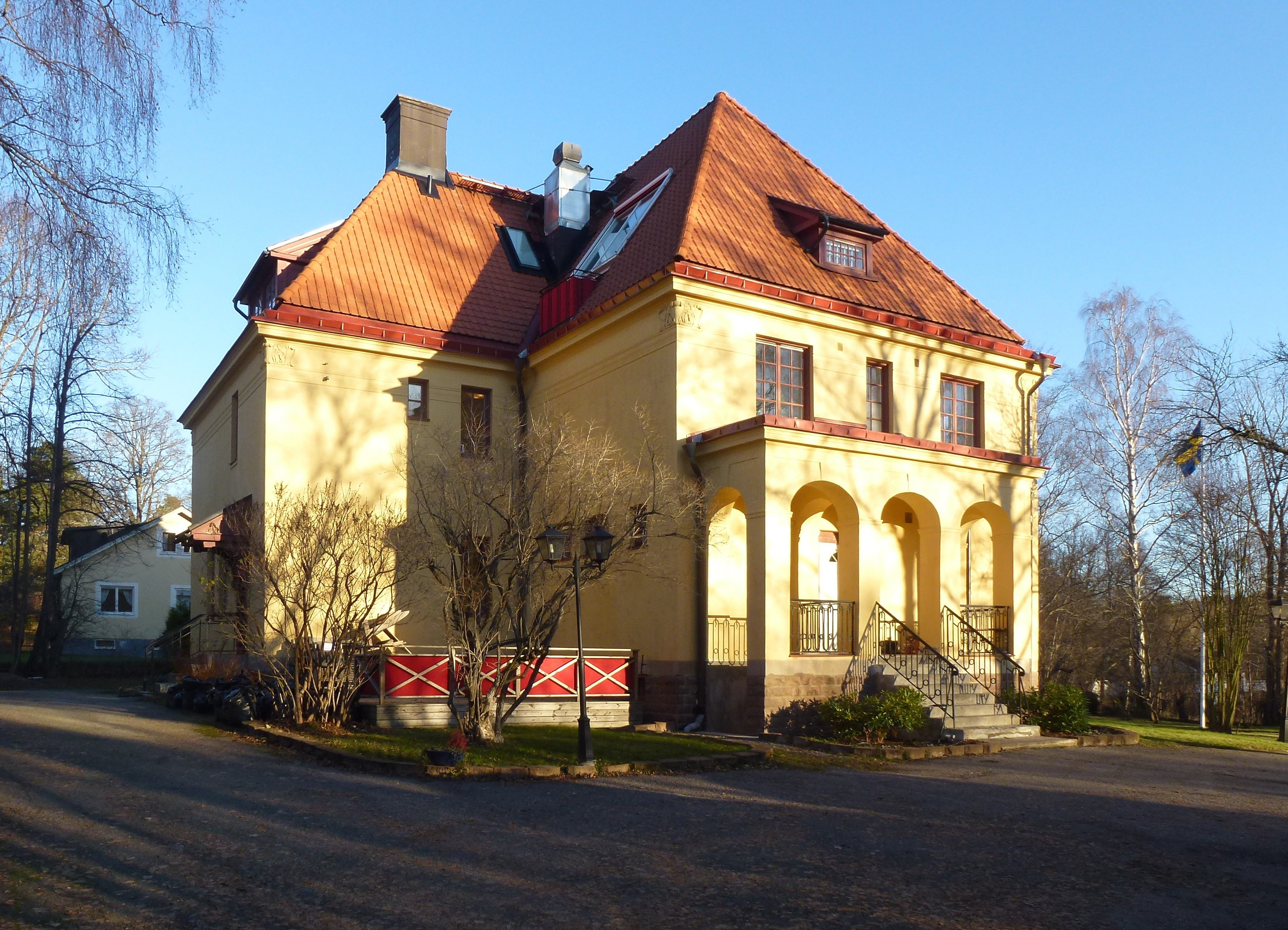
Villa Jacobsen, november 2013.

Villa Jacobsen (även kallad Villa Lockshall) är en kulturhistoriskt värdefull byggnad vid Lindvägen 13 i Storängen, Nacka kommun. Villan ritades år 1906 av arkitekt Albin Brag och innehöll mellan 1916 och 1961 Nackas kommunalkontor. 

## Beskrivning

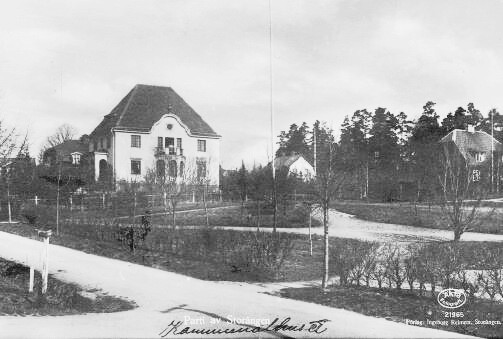
Villan på 1930-talet.

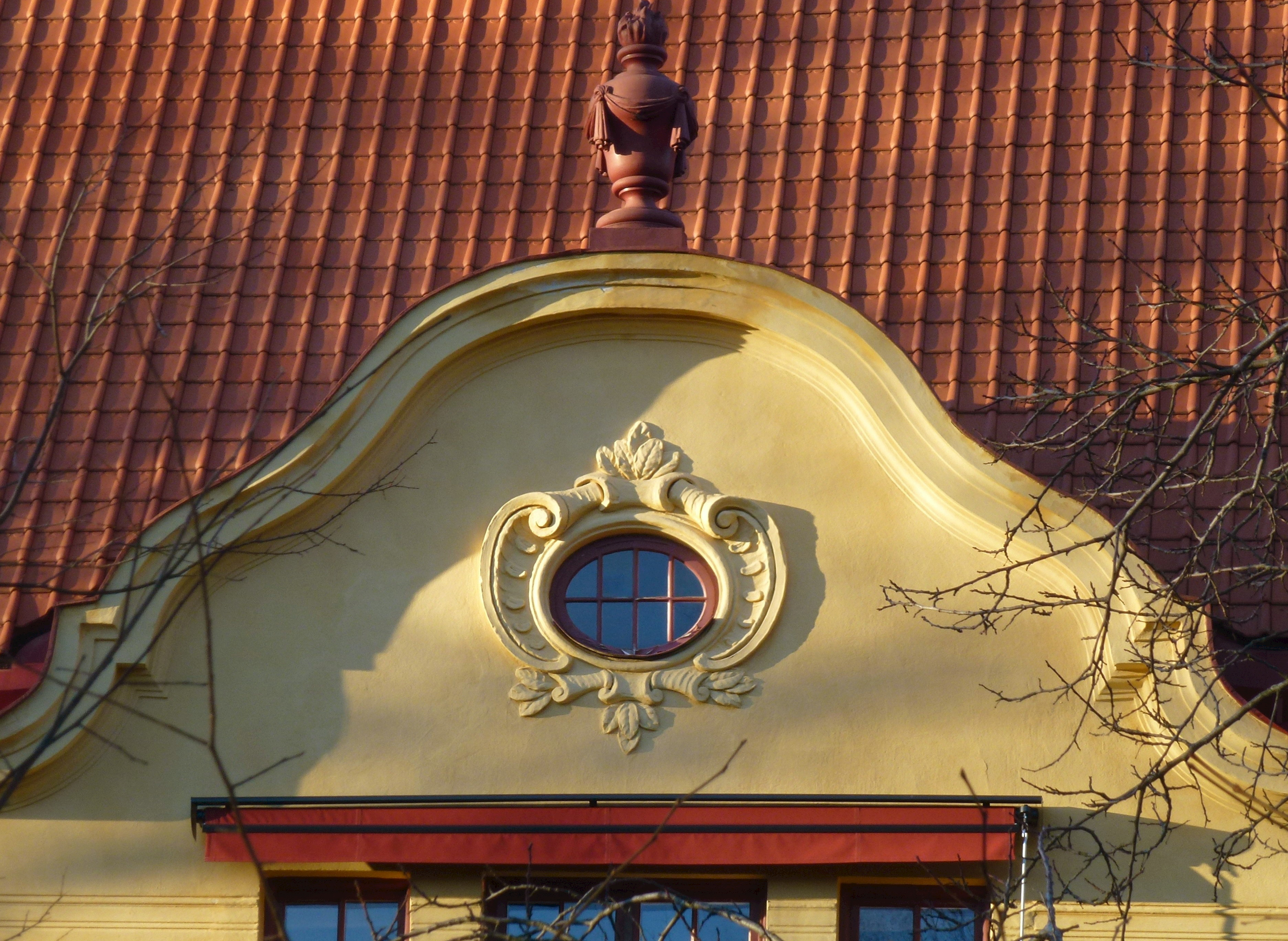
Villa Jacobsen, volutgaveln.

Storängens villasamhälle grundades år 1904 av Tjänstemännens egnahemsförening och lockade till sig inte bara tjänstemän från övre medelklass utan även universitetslärare,  konstnärer och ingenjörer. En av dem var överingenjör Waldemar Jacobsen, bland annat chef vid Bergsunds mekaniska verkstad och verkställande direktör för Motala verkstads Stockholmsfilial.
År 1905 anlitade Jacobsen arkitekt Albin Brag att rita en pompös och anspråksfull villa intill parken vid nuvarande Lindvägen 13. Jacobsen medverkade själv vid utformningen och 1906 kunde familjen Jacobsen flytta in. Villan blev ett av de få putsade stenhusen i området. Byggnaden gestaltades i jugendstil efter tyska förebilder. Brag hade bland annat studerat två år vid tekniska högskolan i München och var förtrogen med tysk sekelskiftsarkitektur.
Huset har två våningsplan under ett valmat sadeltak. Fasaderna är avfärgade i varmgul kulör. Entrén domineras av en arkadliknande altan. Fönstren är småspröjsade, som var vanlig på storängsvillorna. Mot sydost har fasaden  dragits upp lik en volutgavel över takfoten och kröns av en klassisk urna. 
Waldemar Jacobsen avled 1913 och hans änka Linnea sålde villan. År 1916 inköptes villan av Nacka kommun att nyttjas som kommunalhus, denna funktion kvarstod fram till 1961 då det nya kommunalhuset vid Granitvägen 15 stod klart. I kommunalhuset på Lindvägen 13 fanns även en lägenhet, där vaktmästare Henning Hultqvist bodde med sin fru. Idag är huset en privatvilla med fem lägenheter.